# Cymbasoma rostratum
Cymbasoma rostratum is een eenoogkreeftjessoort uit de familie van de Monstrillidae. De wetenschappelijke naam van de soort is voor het eerst geldig gepubliceerd in 1904 door T. Scott.